# Владимир Балючев
Владимир Илиев Балючев е български журналист, писател, политик и общественик от Македония.

## Биография
Роден е в 1912 година в костурското село Жужелци, тогава в Османската империя, в семейството на дееца на ВМОРО Илия Балючев. След 1920 година семейството му се преселва в Пловдив. Работи дълги години като журналист. Работи дълги години като журналист и е деец на БЗНС. Започва журналистическата си кариера като сътрудник на пловдивския вестник „Юг“ в 1929 година. В следващата 1930 година е редактор и уредник на пловдивския вестник „Победа“. Изивкан е да работи в София като журналист след изобрната победа на БЗНС и Народния блок, тъй като в столицата започва да се издава земеделският вестник „Време“, където работи от 1931 до 1934 година.
През ноември 1932 г. е член на журналистическа делегация в Италия, която има среща с Мусолини, папа Пий ХІ и посланик Иван Вълков.
От 1935 до 1938 година работи във вестник „Орач“.
Член е последователно на Дружеството на столичните журналисти и Съюзът на провинциалните професионални журналисти в България. При сливането им, Балючев е сред съучредителите на Съюза на българските журналисти в 1944 година. Влиза в състава на Централната контролно-ревизионна комисия на СБЖ.
От 1945 до 1950 година работи във вестник „Земеделска организация“. Сътрудничи и на „Литературен глас“, вестник „Заря“, вестник „Свобода“ и други. Редактор е на „Земеделска защита“, орган на Общия земеделски професионален съюз.
Автор е на автобиография, публикувана в 1973 година.
Умира в 1996 година.